# Nördliche Innenstadt (Halle)

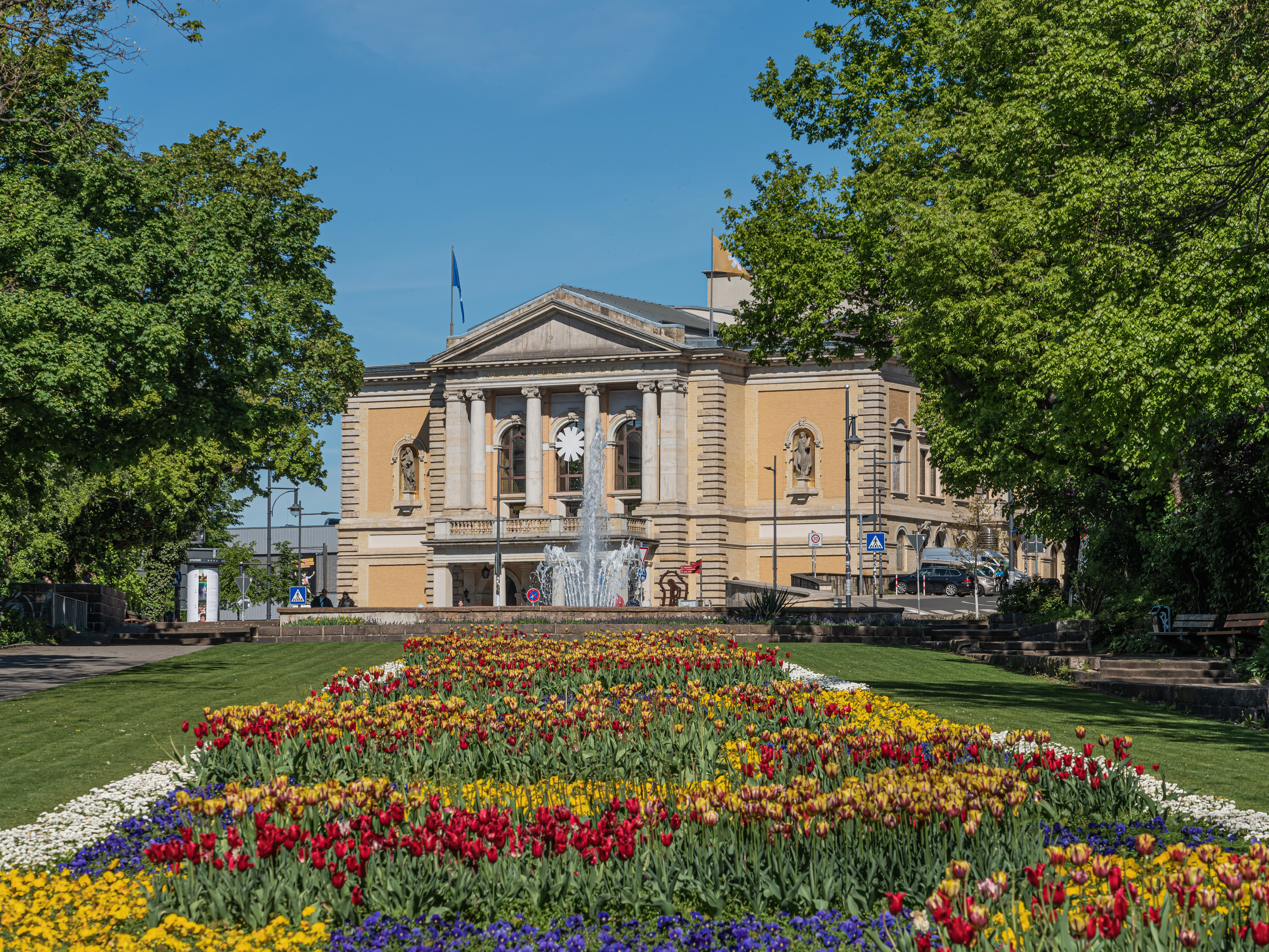
Opernhaus Halle

Die Nördliche Innenstadt ist ein Stadtviertel des Stadtteils Halle im Stadtbezirk Mitte von Halle (Saale). Es schmiegt sich zum Teil um das Stadtviertel Altstadt und umfasst exakt das Stadtgebiet zwischen den Straßen Mühlweg, Pfälzer Straße, Ankerstraße, Herrenstraße, Hallorenring, Robert-Franz-Ring, Moritzburgring, Universitätsring, Joliot-Curie-Platz, Hansering, Am Leipziger Turm, An der Waisenhausmauer, Franckestraße, Riebeckplatz, Volkmannstraße, Berliner Straße und Ludwig-Wucherer-Straße. Auf einem Teil der nördlichen Innenstadt befand sich die 1817 eingemeindete Stadt Neumarkt.
Als zusätzliche Gebietsnamen hat die Stadt Halle für die Nördliche Innenstadt das Charlottenviertel, das Medizinerviertel, das Steintorviertel, das Bebelviertel, das Neumarkt-Viertel sowie der östlich der Saale gelegene Teil der Klaustorvorstadt als sogen. Stadtquartiere ausgewiesen.
Das Stadtviertel ist von dichter Bebauung aus dem 19. Jahrhundert geprägt. Öffentliche Plätze und Grünanlagen in diesem Viertel sind der Botanische Garten der Universität, der Stadtpark sowie die Plätze Steintor und Joliot-Curie-Platz. Auf dem Gebiet des Stadtviertels liegen u. a. zahlreiche Einrichtungen der Martin-Luther-Universität, die Universitäts- und Landesbibliothek Sachsen-Anhalt, das Gebäude der Leopoldina, das ehemalige Stadtgymnasium, das Opernhaus wie auch der Stadtgottesacker aus dem Jahr 1529.

## Geschichte
Auf einem Teil der Nördlichen Innenstadt befand sich die 1817 eingemeindete Stadt Neumarkt. Sie war gegenüber der Stadt Halle nur durch eine Mauer getrennt und umfasste folgendes Gebiet: Ulrichstor – Saale – Flurgrenze zu Giebichenstein – Heilig-Geist-Tor – Kirchtor. Im Gebiet lagen u. a. die (Heilig-)Geiststraße, Breite Straße, Fleischerstraße, Große und Kleine Wallstraße. Neumarkt war in die vier folgenden Viertel eingeteilt: Vogteiviertel, Herzogliches Viertel, Ulrichsviertel und Knochenhauerviertel.
Neumarkt gehörte als Mediatstadt zum Saalkreis des Erzstifts Magdeburg. 1680 kam die Stadt mit dem Saalkreis zum Herzogtum Magdeburg unter brandenburg-preußischer Herrschaft. 
Während der französischen Besetzung (1807 bis 1813) wurde Neumarkt dem Königreich Westphalen angegliedert und dem Distrikt Halle im Departement der Saale zugeordnet. Die Stadt war der Hauptort des Kantons Neumarkt. Seit 1817 gehört Neumarkt zu Halle. Heute trägt eine Grundschule im Viertel den Namen „Neumarkt-Grundschule“. Die kurze Neumarktstraße verläuft zwischen der Geiststraße und dem Harz (Straßenname). Auch ist der Name eines Stadtquartiers innerhalb der Nördlichen Innenstadt Neumarkt.
Zur Stadt Neumarkt gehörten auch die heutigen Stadtteile Paulusviertel, Am Wasserturm/Thaerviertel, Landrain und Frohe Zukunft, deren Gebiete ebenfalls 1817 eingemeindet wurden.

## Bevölkerung
Im Stadtviertel Nördliche Innenstadt sind 17.377 Menschen mit Hauptwohnsitz gemeldet (Stand: 31. Dezember 2016). Der Ausländeranteil ist mit 6,6 % deutlich höher als in Gesamt-Halle (3,6 %). Im Gegensatz zu anderen Stadtteilen und -vierteln ist der Bevölkerungsrückgang seit 1993 mit 2,2 % relativ moderat ausgefallen.

## Wahlen
Bei den Kommunalwahlen 2004 lag die Wahlbeteiligung im Stadtviertel Nördliche Innenstadt mit 36,9 % leicht niedriger als in Gesamt-Halle (38,7 %). Das Ergebnis im Einzelnen: CDU 20,1 %, SPD 17,0 %, PDS 17,7 %, FDP 5,7 %, Grüne 12,0 %, Sonstige 27,5 %.

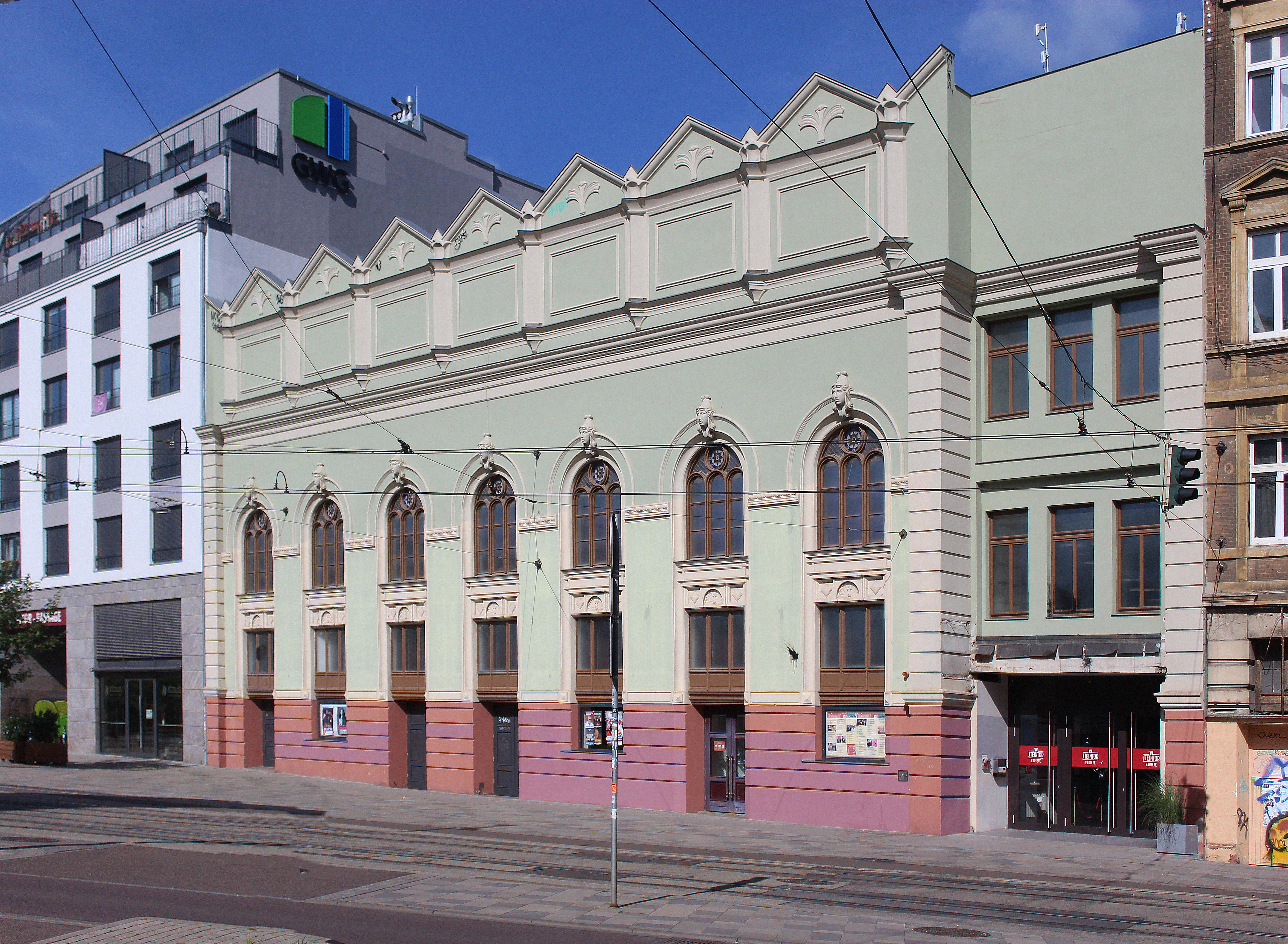
Steintor-Varieté
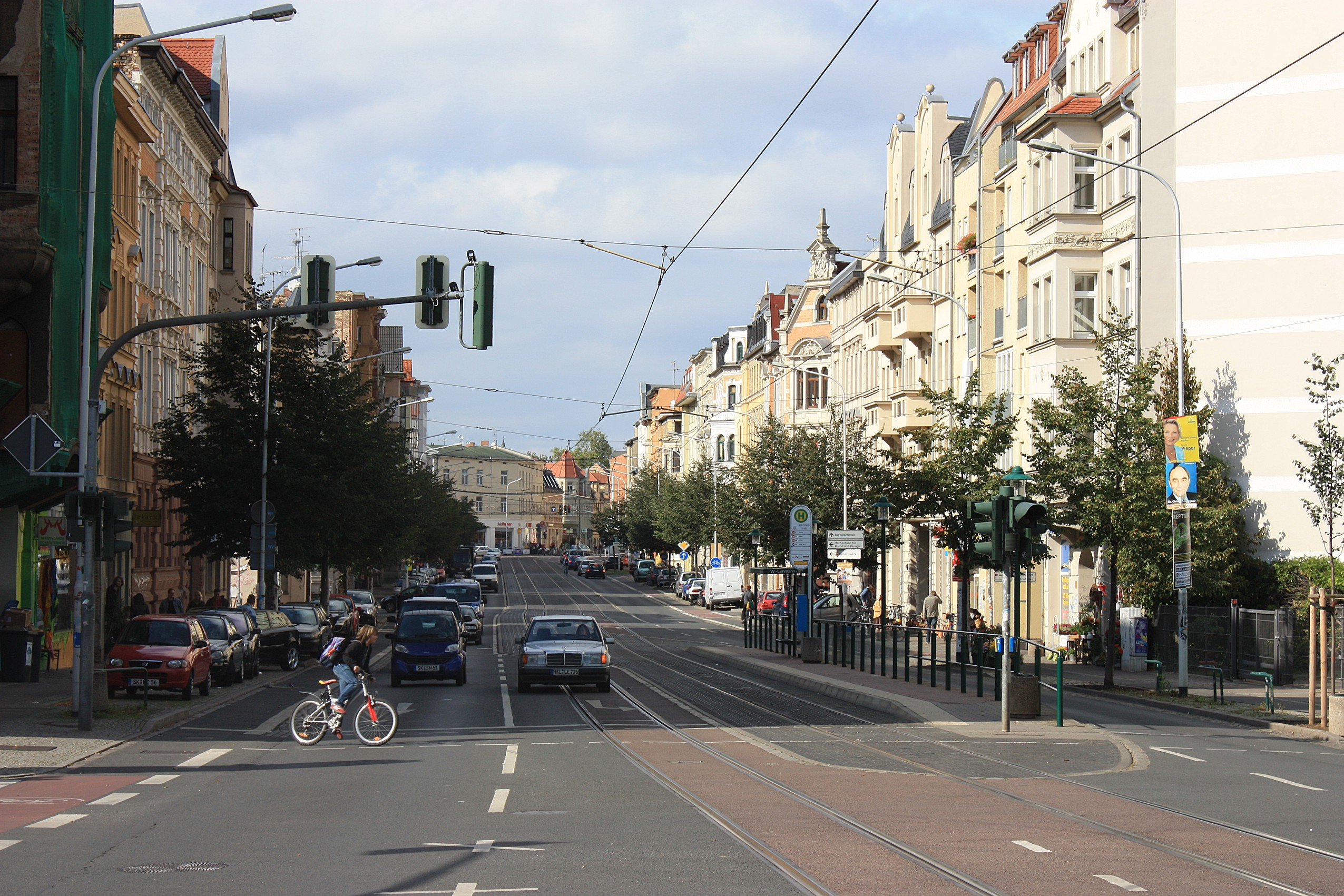
Ludwig-Wucherer-Straße
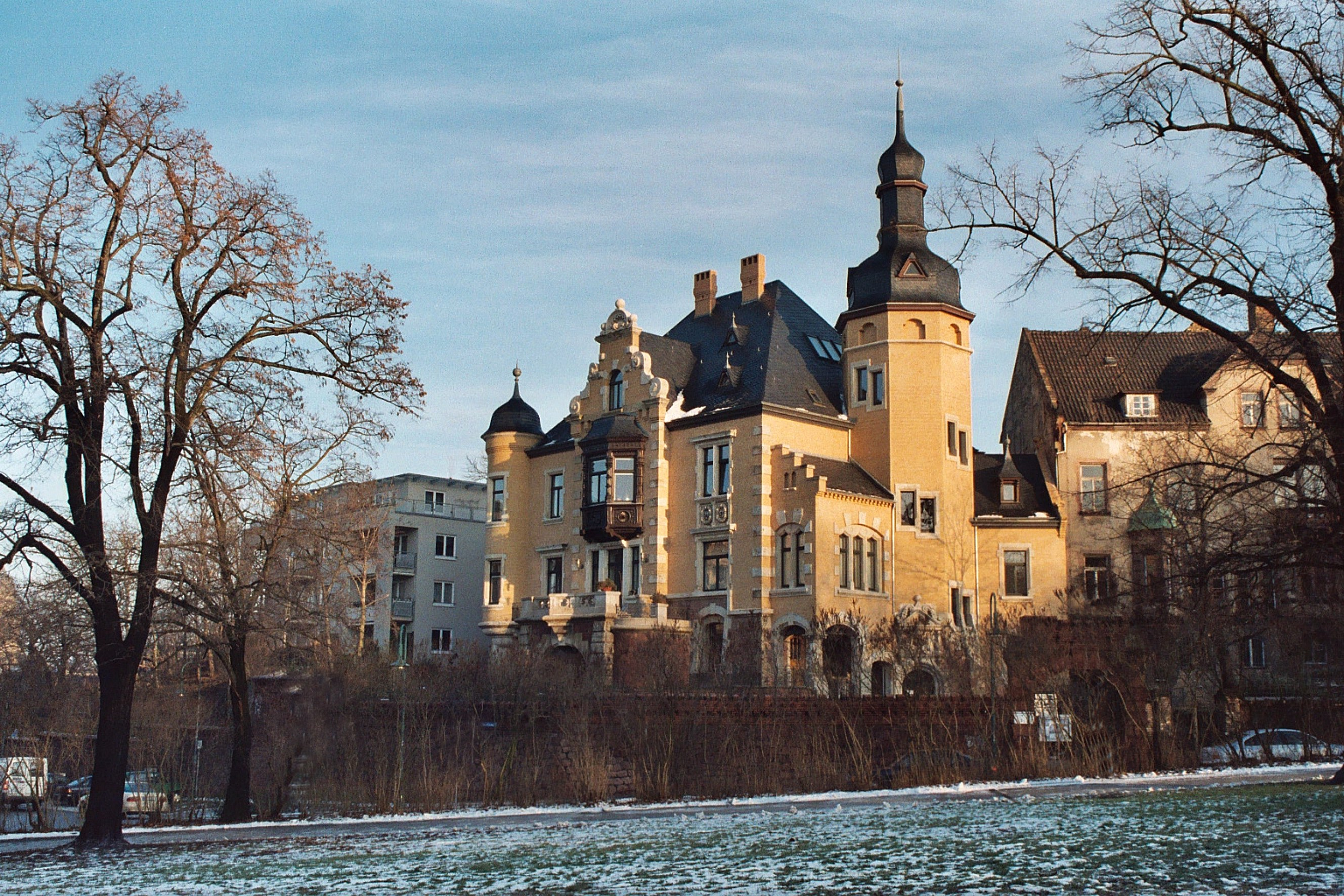
Stadtpark am Stadtgottesacker
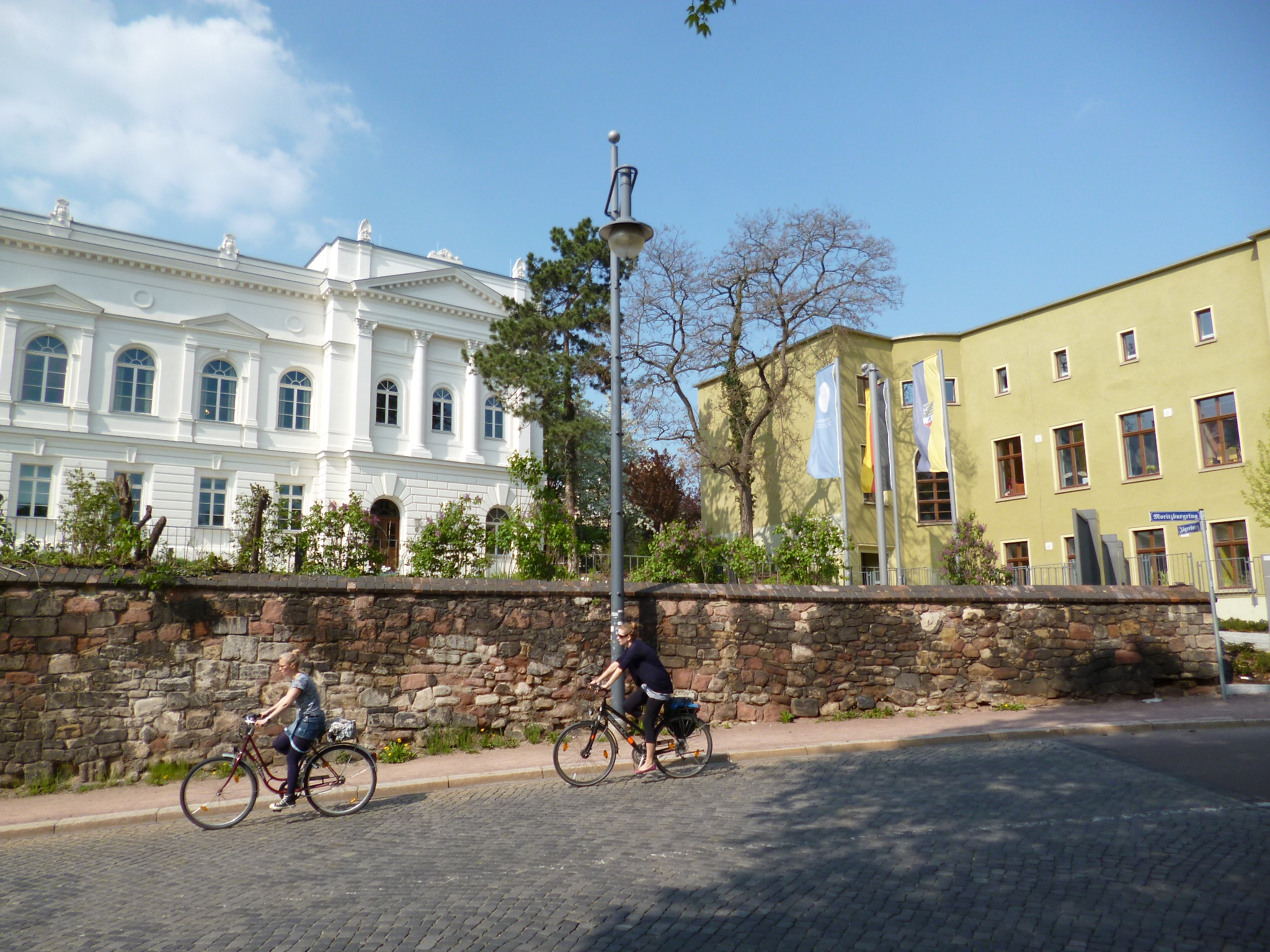
Moritzburgring und Leopoldina
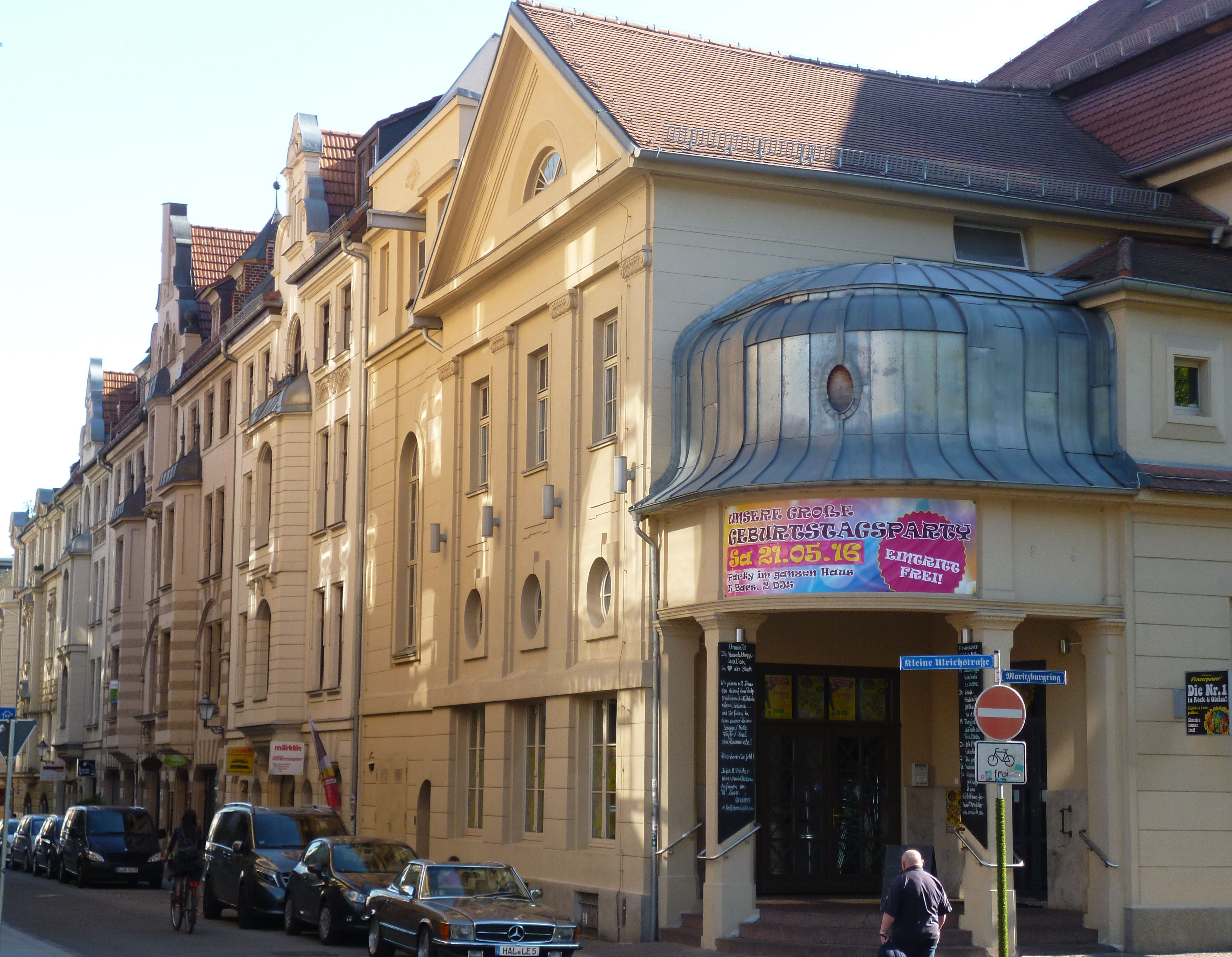
Kleine Ulrichstraße mit Urania